# Alberto Cortez
Alberto Cortez, nome artístico de José Alberto García Gallo (Rancúl, 11 de março de 1940 — Móstoles, 4 de abril de 2019), foi um cantautor e poeta argentino naturalizado espanhol.
Ganhou fama no Brasil após ser mencionado em dois episódios do seriado Chaves.
Ao todo, Cortez recebeu quatro Discos de Oro e quatro Heraldos de Oro.

## Discografia
- Welcome to the Latin Club (1961)
- Mr. Sucu Sucu (1963)
- Boleros (1965)
- Poemas y canciones, Vol. 1 (1967)
- Alberto Cortez canta a Atahualpa Yupanqui (1968)
- Poemas y canciones, Vol. 2 (1968)
- Alberto Cortez. El compositor... el cantante (1969)
- Distancia (1970)
- No soy de aquí (1971)
- Equipaje (1972)
- Ni poco... ni demasiado (1973)
- Como el ave solitaria (1974)
- A mis amigos (1975)
- Soy un charlatán de feria (1976)
- Pensares y sentires (1977)
- En vivo desde Madrid (1978)
- Lo mejor de Alberto Cortez (1979)
- A partir de mañana (1979)
- Castillos en el aire (1980)
- Como el primer día (1983)
- Gardel...como yo te siento (1984)
- En vivo (1985)
- Entre líneas (1985)
- Sueños y quimeras (1986)
- Como la marea (1987)
- Almafuerte (1989)
- Coincidencias (1990)
- Si vieras qué fácil (1991)
- Aromas (1993)
- Lo Cortez no quita lo Cabral, Vol. 1 (1994)
- Lo Cortez no quita lo Cabral, Vol. 2 (1995)
- A todo corazón (versión Hispanoamérica) (1996)
- Testimonio (1997)
- Cortezías y cabralidades (1998)
- Cortezías y cabralidades Vol. II (1998)
- Fe (1998)
- Marcha mundial (1998)
- Cortez al desnudo (1998)
- A todo corazón (versión España) (1999)
- Alberto Cortez a voces (2000) con Quinteto Santa Fe
- En un rincón del alma (2001)
- Estela Raval & Alberto Cortez Tour 2002 en vivo (2002)
- Después del amor (2003)
- Alberto Cortez sinfónico (2004)
- Identidad (2005)
- Tener en cuenta (2011)
- Sólo para coleccionistas (2013)

Participação em outros projetos
- Todas las voces todas (1996)

## Obras literárias
- Equipaje (1977)
- Soy un ser humano (1985)
- Almacén de almas (1993)
- Por los cuatro costados (2007)

## Filmografia
- Los éxitos del amor (1979)
- Ritmo a todo color (1980)

## Prêmios
- 2007: "Personalidad Destacada de la Cultura"
- 2007: Grammy Latino a la Excelencia
- 2015: Medalla de Oro al Mérito de las Bellas Artes. España. Modalidade: Música
- 2017: Gramola de oro, no I Festival Internacional de Bolero "Ciudad de Madrid"